# 로봇랜드
로봇랜드 지능형 로봇 개발 및 보급 촉진법에 따라 지능형 로봇의 개발 및 보급을 위하여 각종 지능형 로봇이 활용되는 시설과 그 밖의 부대시설이 설치된 지역을 말한다. 인천로봇랜드는 인천시가 로봇랜드 조성지역으로 지정(2007)됨에 따라 인천 청라경제자유구역 내 약 767,000㎡의 면적으로 조성되는 국내 최대의 로봇산업 클러스터이며, 4차 산업혁명 시대 핵심산업인 로봇산업의 혁신성장 지원을 위해 산업통상자원부와 인천광역시가 공동으로 추진하는 대규모 국책 사업이다. 인천로봇랜드는 로봇 기반 산업혁신 플랫폼으로 구성된다. .
- 산업시설 : 로봇산업 클러스터 조성
- 테마파크 : 로봇 테마파크 조성
- 업무시설 : 산업기능 지원체계 구축
- 상업시설 : 특화 상업계획으로 차별화 구성

## 같이 보기
- 로봇산업진흥원
- 로봇신문
- 지능형로봇
- 로봇공학자